# Freiligrathhaus

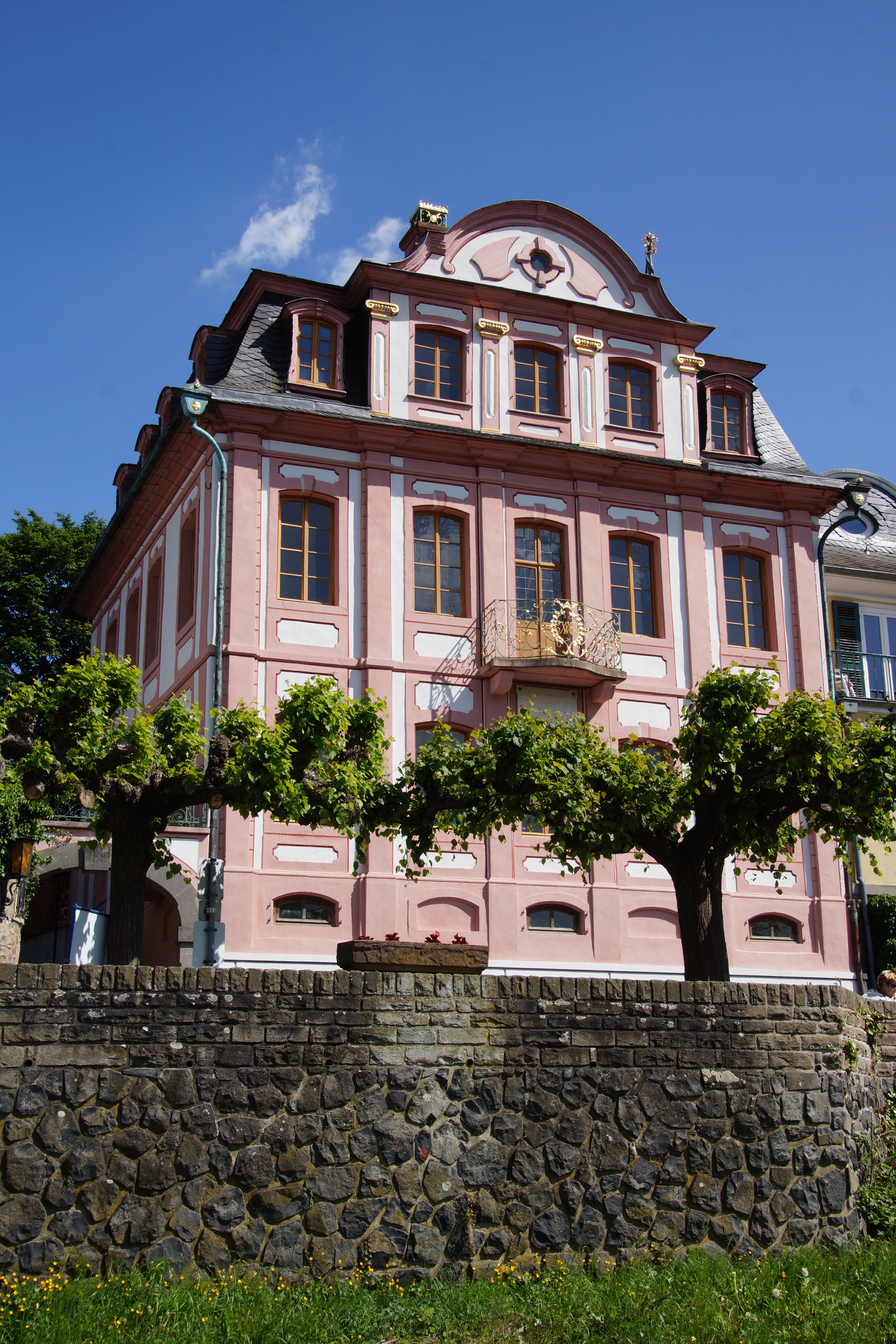
Das Freiligrathhaus, Rheinansicht

Das Freiligrathhaus ist ein barockes Herrenhaus in der Stadt Unkel am Rhein, in dem der Dichter des Vormärz Ferdinand Freiligrath in den Jahren 1839 und 1840 lebte. Von hier aus betrieb er seine Kampagne zum Wiederaufbau des Rolandsbogens und wurde zum politischen Dichter und Vorkämpfer der Demokratie in Deutschland.

## Geschichte, Architektur und Nutzung

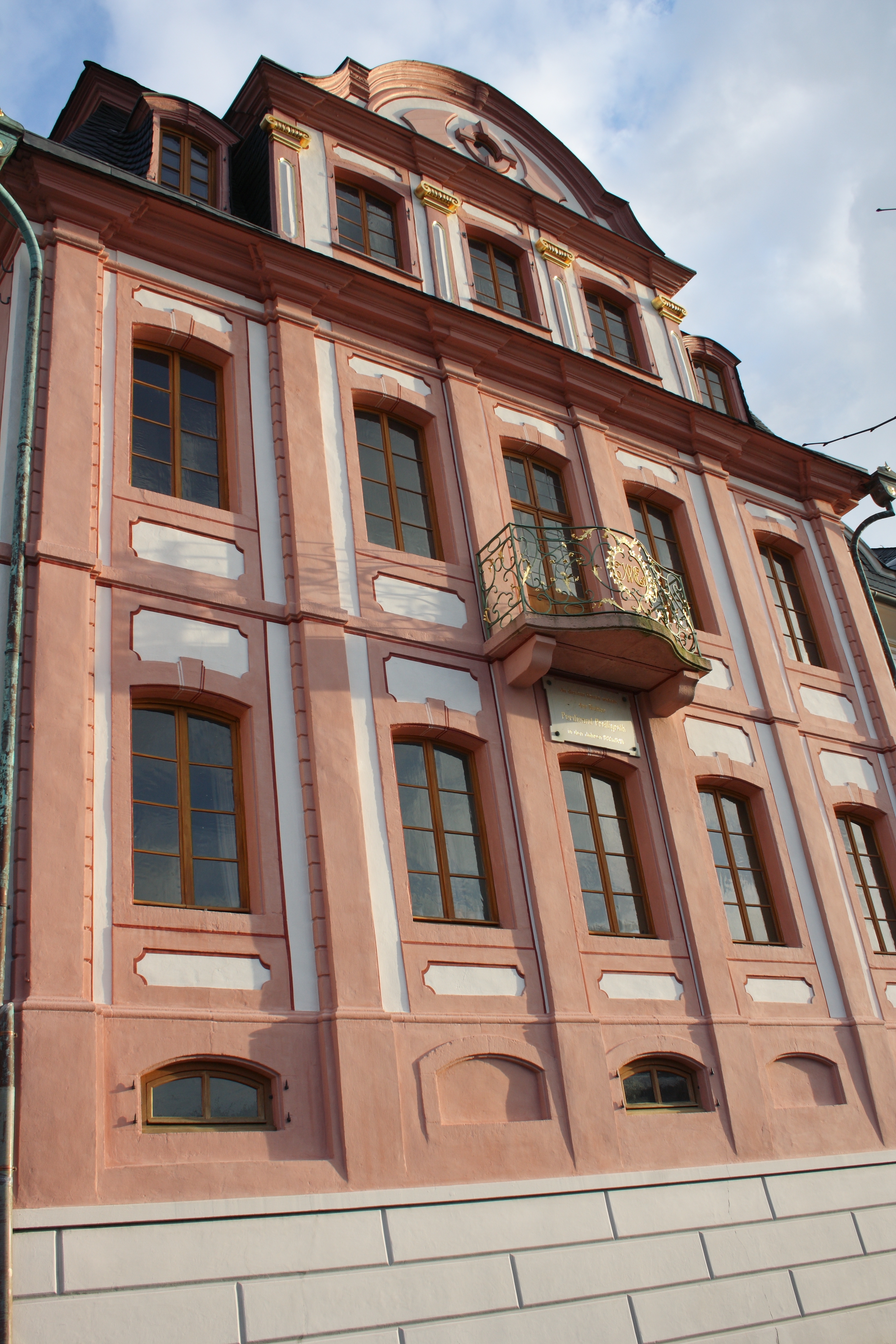
Das Freiligrathhaus, Westfassade

Das an der Unkeler Rheinpromenade liegende Palais wurde zwischen 1750 und 1778 für die Familie der Freiherren von Buschmann, die zu dieser Zeit kurkölnische Kanzler stellten und Stadtgrafen von Köln waren, erbaut. Der bedeutende Barockbau zeigt Parallelen zu einigen zeitgleichen Koblenzer Bauten und Einflüsse der Baumeister Balthasar Neumann, Johannes Seiz und Nikolaus Lauxen. Für einen unmittelbaren Einfluss Balthasar Neumanns sprechen insbesondere die bis ins Detail reichenden engen Parallelen zu seinem um 1750 ausgeführten Entwurf für ein Gartenpavillon in Randersacker. Dem für seine Illusionsmalerei bekannten Lauxen wird die Farbfassung der Fassaden und die Vollendung der Innenausstattung zugeschrieben. Befunde sprechen dafür, dass Lauxen den von Balthasar Neumann und Johannes Seiz den in den 1750er Jahren entworfenen und begonnenen Bau nach einer Bauunterbrechung und Planänderung erst in den 1770er Jahren vollendete. Das gerade fertiggestellte Palais war von dem verheerenden Eishochwasser des Rheins im Jahre 1784 betroffen. Hiervon kündet noch heute die Inschrift im Schlussstein des Torbogens der ehemaligen "Seufzerbrücke", die das Haus einst mit dem sich nördlich anschließenden Rheingarten verband. Für die Beseitigung der Schäden und eine Wiederherstellung der Fassaden kommt Lauxen ebenfalls in Betracht.
Der in Bruchstein auf älterem Basaltfundament eines Tores der mittelalterlichen Stadtmauer errichtete dreigeschossige Putzbau mit Mansarddach hat eine fünfachsige pilastergegliederte Rheinfront mit einer von höchster Meisterschaft zeugenden, schmiedeeisernen Balkonbrüstung des Rokoko. Die drei mittleren Achsen tragen ein ebenfalls mittels Pilastern gegliedertes Zwerchhaus mit geschweiftem Giebel, welches in ähnlicher Form an den Koblenzer Bauten von Seiz und Lauxen vorzufinden ist. Die heutige originalgetreue Fassung der Fassaden ist das Ergebnis einer ab 2008 anhand der originalen Befunde mit großem Aufwand durchgeführten Rekonstruktion unter Einbeziehung der erhaltenen Reste.

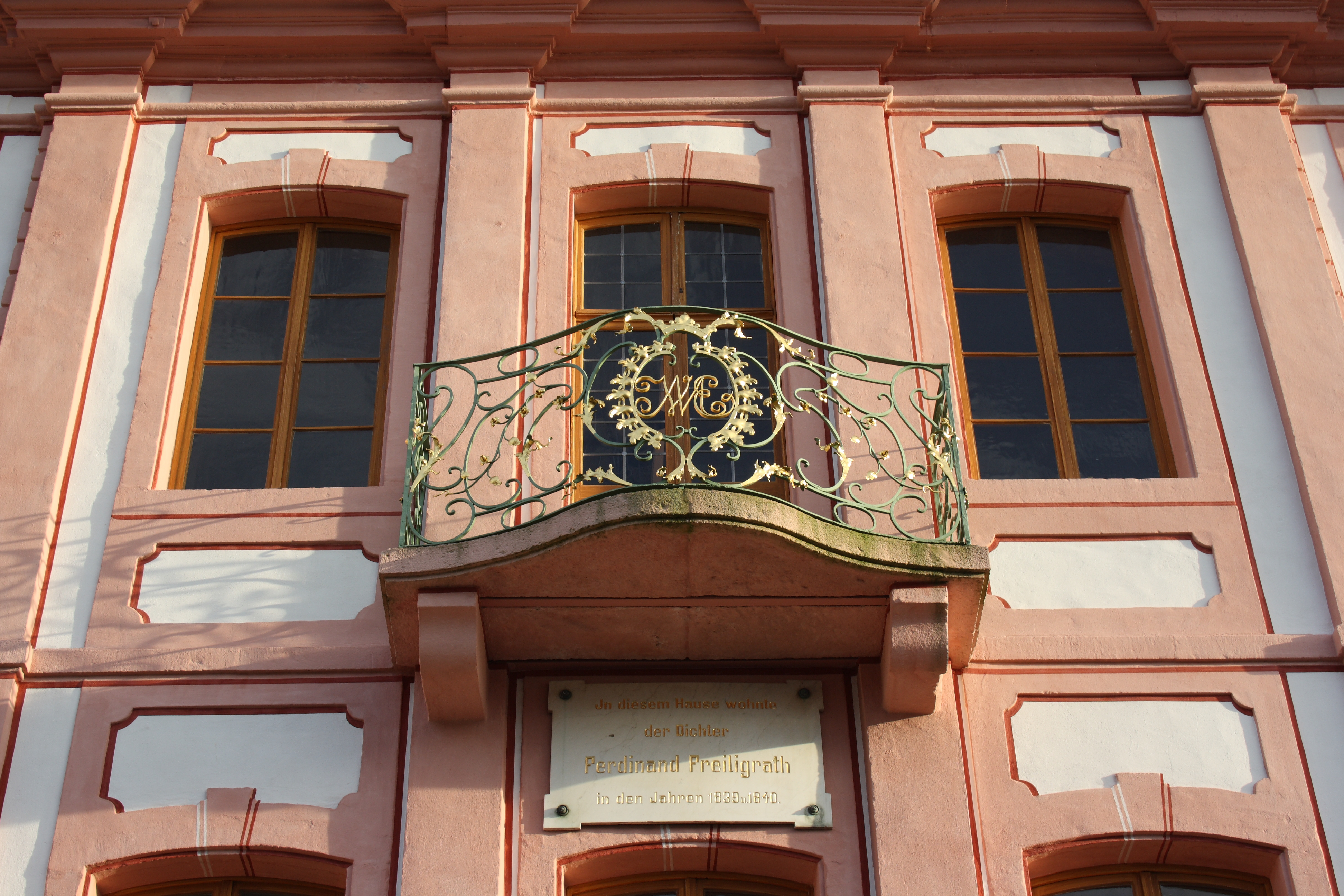
Balkon mit Rokoko-Schmiedearbeit eines Koblenzer Meisters, um 1810 angebrachten Initialen des Kölner Bürgermeisters von Monschau-Erlenwein und der Gedenktafel für Ferdinand Freiligrath

Seinen heutigen Namen erhielt das ehemals kurkölnische Palais durch den Aufenthalt Ferdinand Freiligraths, der in einer der oberen Etagen als Mieter der Kölner Familie von Monschau-Erlenwein nach ersten vorangegangenen Erfolgen sein Leben als freier Dichter und politischer Denker begann. Zeitweise lebte er dort gemeinsam mit seinem Hund Strolch und seinem Pferd Sultan, die beide als literarische Figuren Eingang in die Dichtung der Deutschen Romantik fanden und einigen Freunden, darunter Levin Schücking, in einer der frühesten von demokratischen Freiheitsidealen geprägten Wohngemeinschaften Deutschlands. Später war die Familie des Komponisten Carl Loewe mit dessen Schwiegersohn James Arthur Hepburn von Bothwell einem Nachfahren des James Hepburn, 4. Earl of Bothwell, dem dritten Ehemann der Maria Stuart in dem nun um einige Elemente der englischen Neogotik ergänzten Herrenhaus ansässig. Aufgrund der Bindungen zwischen den Familien Freiligrath und Loewe sowie einer im Haus für den berühmten Komponisten eingerichtete Gedenkstätte war das Anwesen bis in die 1920er Jahre auch unter dem Namen Freiligrath-Loewe-Haus bekannt. Die letzten im Haus wohnenden direkten Nachkommen der Familien Loewe und Bothwell waren in der Zeit des Nationalsozialismus Mitglieder der oppositionellen Bekennenden Kirche des Rheinlandes. Weitere Bewohner und regelmäßige Gäste des Hauses waren der kurkölnische Geheimrat Kaspar Josef von Biegeleben, der kaiserliche Leibarzt Anton de Haen, der Bonner Professor, Gelehrte und Germanist Karl Simrock, die Familie des 1. Kölner beigeordneten Bürgermeisters von Monschau-Erlenwein, deren um 1810 angebrachte Initialen noch heute den rheinseitigen Balkon zieren, Johann Wolfgang von Goethe, Josef Arens, Stefan Andres und viele andere mehr.
Zu den Besuchern des Hauses gehörten auch Konrad Adenauer, der während der Nazizeit vorübergehend im benachbarten Paxheim Zuflucht fand, und Willy Brandt, der später in der Nachbarschaft des Hauses seinen Wohnsitz nahm.
Von 1945 bis in die 1960er Jahre diente das Palais aufgrund testamentarischer Verfügungen der Evangelischen Gemeinde in Unkel bis zum Bau einer eigenen Kirche als Gotteshaus. Im November 2020 war das Freiligrathhaus einer der Drehorte für den historischen ARD-Event-Zweiteiler "Das Weiße Haus am Rhein" mit Katharina Schüttler, Pauline Rénevier, Jonathan Berlin und Benjamin Sadler in den Hauptrollen. Die Regie führte Thorsten Schmidt.